# Homolice síťkovaná
Homolice síťkovaná (Conus textile) je dravý mořský plž. Je to jeden z nejnebezpečnějších a nejjedovatějších druhů homolic.

## Rozšíření
Homolice síťkovaná žije v Rudém moři, Indickém oceánu a Tichém oceánu v území od východního pobřeží Afriky až k Novému Zélandu na jihu a k Havajským ostrovům na východě, a to v hloubkách 2 – 50 metrů.

## Popis
Ulita dospělých jedinců se pohybuje kolem 9–10 cm. Je kónického tvaru s malým tělovým závitem, vrchol ulity je tupý. Zbarvená je žlutohnědě s kresbou nepravidelným bílých trojúhelníků lemovaných červenou linkou, mezi kterými jsou silnější hnědé klikaté čáry. I přes svoje nápadné zbarvení žijí skrytě v písčitém podloží, mezi kameny a řasami.
Jako všechny homolice má radulu přeměněnou na harpuně podobný chobotek s jedovým zubem. Tento je schopná vystřelit na jakékoliv místo na své ulitě, což ji činí při manipulaci značně nebezpečnou. Její jed, conotoxin, je neurotoxin způsobující svalovou slabost, ochrnutí a zástavu dechu.

## Zajímavosti
Schránka homolice je nápadně podobná obrazcům vznikajícím v celulárním automatu Rule 30. Je pravděpodobné, že to není náhodná podobnost; ve schránce je nejspíš celulární automat přirozeným způsobem simulován.

## Galerie

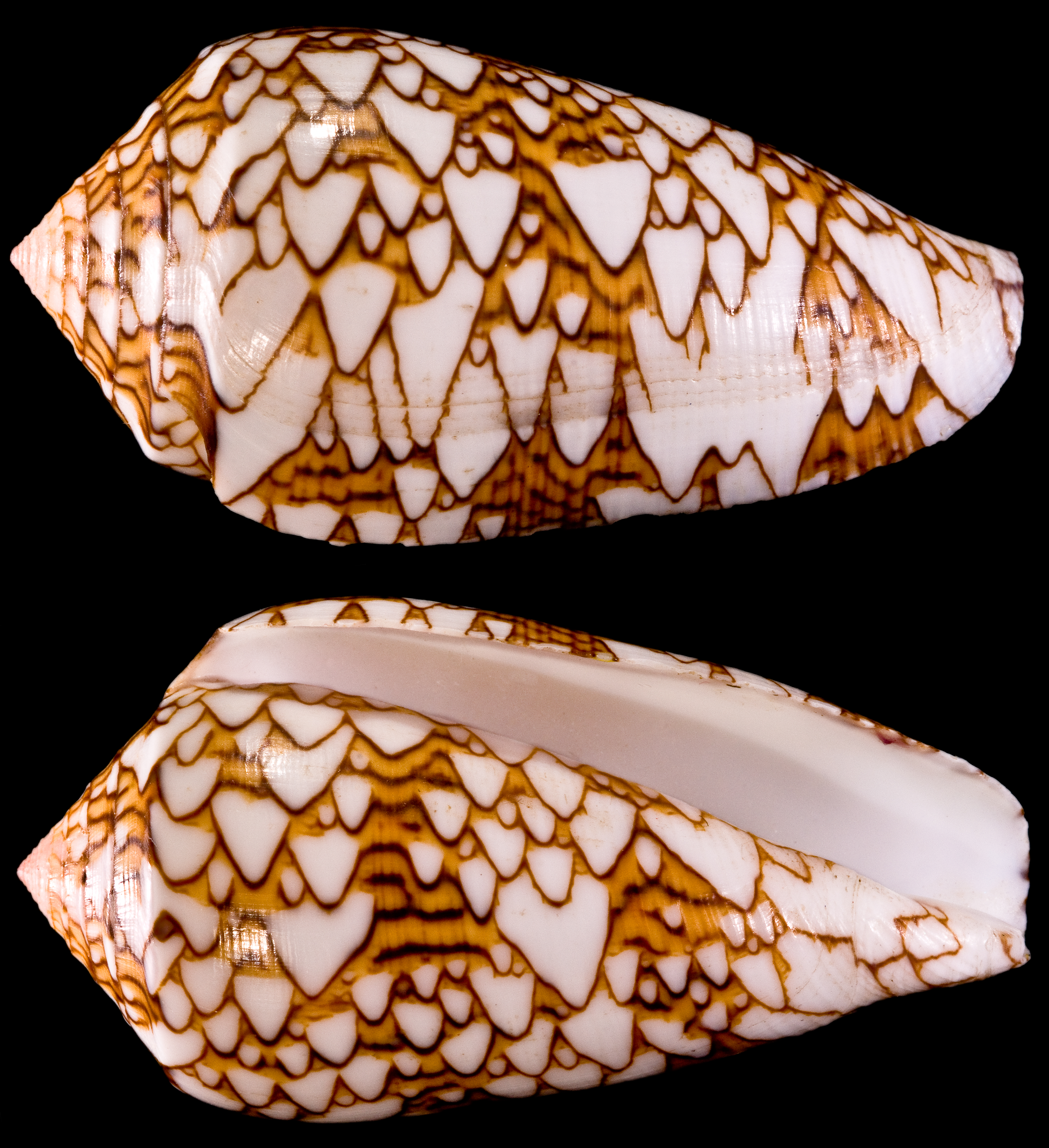
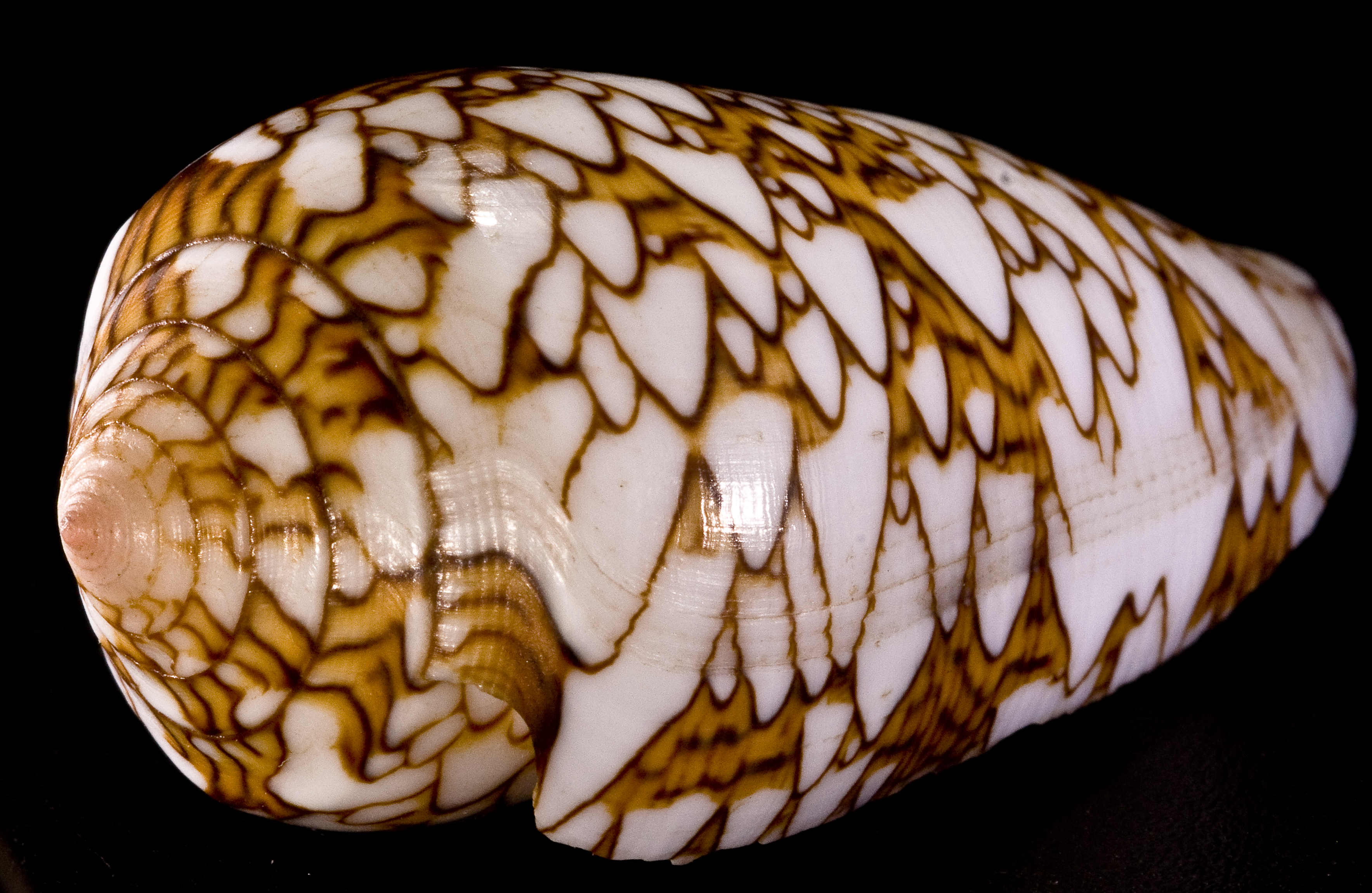
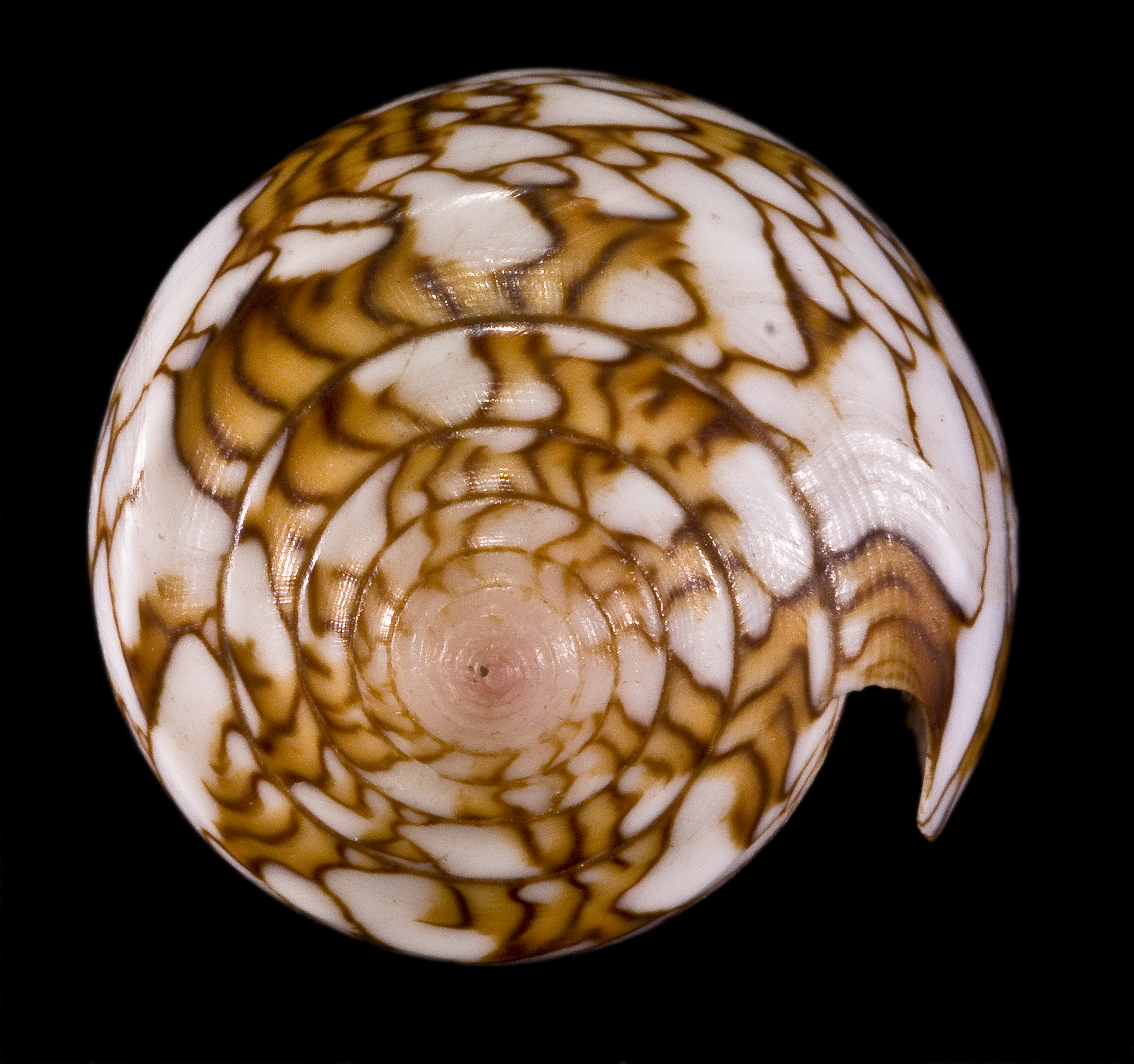
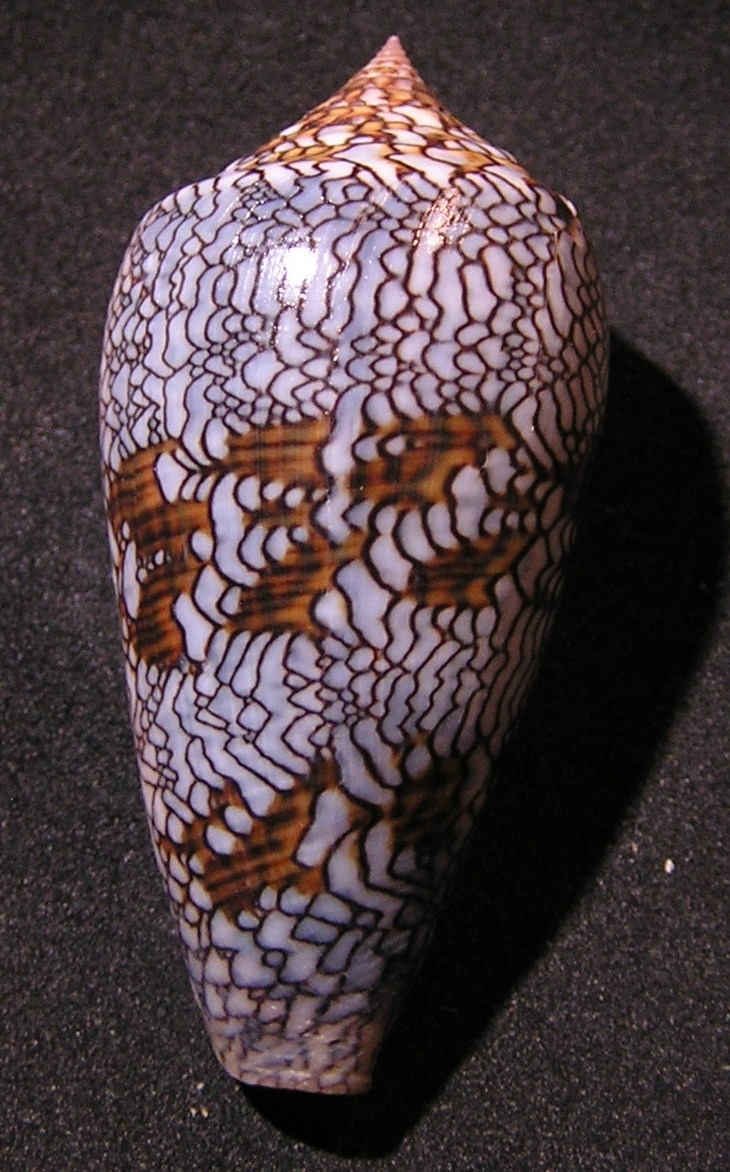
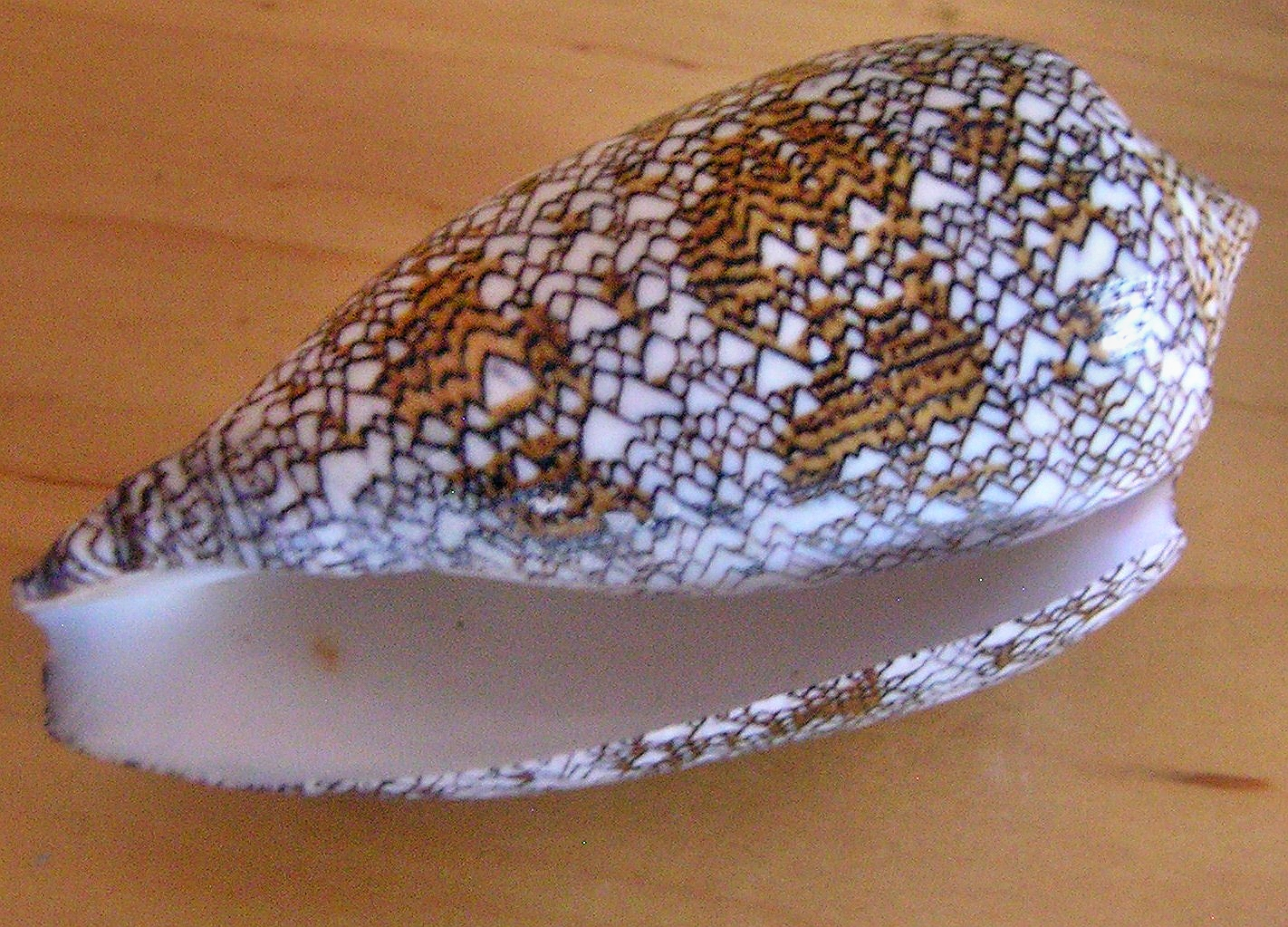
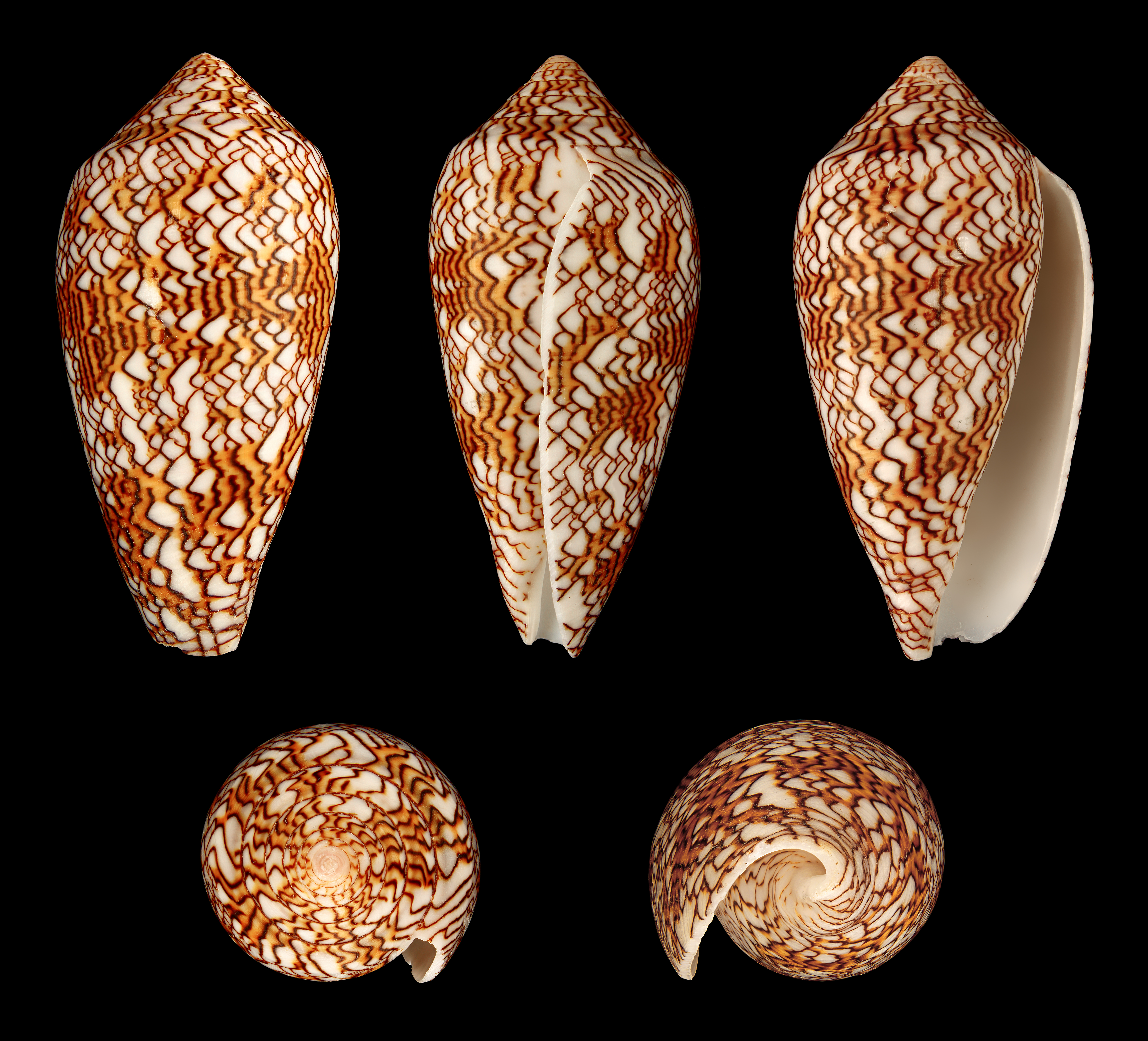